# Dmitri Markov
Dmitri Markov (belarussisch Дзьмітры Маркаў, Dsmitry Markau; * 14. März 1975 in Wizebsk, Weißrussische SSR, Sowjetunion) ist ein ehemaliger australischer Stabhochspringer belarussischer Herkunft.
Bei den Juniorenweltmeisterschaften 1994 wurde er Zweiter. 1996 wurde er Halleneuropameister mit 5,85 Meter. Bei den Olympischen Spielen 1996 wurde er mit 5,86 Meter Sechster; die drei Medaillengewinner überquerten 5,92 Meter, es gewann der Franzose Jean Galfione.
Im April 1997 zog seine Frau Valentina nach Australien. Dmitri Markov startete nicht mehr für Belarus. Im April 1999 erhielt Valentina Markov nach zwei Jahren Aufenthalt die australische Staatsbürgerschaft. Einen Monat später wurde auch Dmitri Markov Australier.
Bei den Weltmeisterschaften 1999 in Sevilla trat Markov erstmals für Australien an. Mit übersprungenen 5,90 Meter gewann er Silber hinter Maxim Tarassow, der 6,02 Meter übersprang. Alle drei Medaillengewinner erlernten den Stabhochsprung in der Sowjetunion, aber alle hatten ihren Lebensmittelpunkt mittlerweile verlagert. Der Weltmeister Maxim Tarassow aus Jaroslawl startete zwar für Russland, lebte aber schon seit 1992 in Budapest, und der Gewinner der Bronzemedaille, der für Israel startende Alexander Awerbuch stammt aus Irkutsk.
2000 bei den Olympischen Spielen in Sydney stand Dmitri Markov natürlich beim australischen Publikum im Mittelpunkt des Interesses. Markov belegte gemeinsam mit Viktor Chistiakov, einem weiteren Neu-Australier, den fünften Platz mit 5,80 Meter. Die vier Erstplatzierten sprangen 5,90 Meter. Markov hatte sich zwar einen Versuch für 5,96 Meter aufgespart, der für Gold gereicht hätte, aber er riss die Latte. Olympiasieger wurde der US-Amerikaner Nick Hysong.
Seinen größten Erfolg feierte Markov bei den Weltmeisterschaften 2001 am 9. August 2001 in Edmonton. Nachdem er seine Anfangshöhe von 5,75 Meter im dritten Versuch übersprungen hatte, ließ er 5,85 Meter aus, während vier Springer 5,85 überquerten, nämlich Awerbuch, Hysong, der Deutsche Michael Stolle und der Franzose Romain Mesnil, die dann in dieser Reihenfolge die Plätze 2 bis 5 belegten. Denn Markov überquerte 5,90 Meter, dann 5,95 Meter und meisterte auch noch seine Bestleistung von 6,05 Meter. Mit dieser Höhe liegt Markov auch 2006 noch gemeinsam mit Maxim Tarassow auf Rang 2 der ewigen Bestenliste hinter dem Ukrainer Serhij Bubka.
Bei den Commonwealth Games 2002 erreichte Markov mit 5,50 Meter einen für ihn enttäuschenden vierten Platz, es siegte der Südafrikaner Okkert Brits. Ebenfalls Platz 4 erreichte Markov bei den Weltmeisterschaften 2003. Mit 5,85 Meter war er aber höhengleich mit Okkert Brits (Silber) und dem Schweden Patrik Kristiansson (Bronze); der italienische Weltmeister Giuseppe Gibilisco überquerte 5,90 Meter.
Weder bei den Olympischen Spielen 2004 noch bei den Weltmeisterschaften 2005 überstand Markov die Qualifikation. Aber bei den Commonwealth Games 2006 gewann er mit 5,60 Meter Silber hinter seinem Landsmann Steve Hooker, der 5,80 Meter überquerte.
Eine chronische Fußverletzung erzwang Anfang 2007 das Ende seiner Karriere. Bei einer Körpergröße von 1,82 Meter betrug sein Wettkampfgewicht 82 kg.